# 梭吻鱸屬
梭吻鱸屬，是條鰭魚綱鱸形目鱸科下的一個屬。

## 分類
本屬屬於梭吻鱸亞科，目前有5個被認可的種：
- 加拿大梭鱸 Sander canadense (Griffith & Smith, 1834)
- 白梭吻鱸 Sander lucioperca (Linnaeus, 1758)
- 斜斑梭鱸 Sander marinus (Cuvier, 1828)
- 玻璃梭鱸 Sander vitreus (Mitchill, 1818)：又稱大眼梭鱸、藍梭鱸。
- 俄羅斯梭吻鱸 Sander volgensis (Gmelin, 1789)：又稱伏爾加梭鱸。